# Gele zonnehoed
Gele zonnehoed (Echinacea paradoxa) is een plantensoort uit de composietenfamilie (Compositae of Asteraceae). Het is een vaste plant, die men vaak in Noord-Amerika (vooral in Missouri en Arkansas) tegenkomt, maar ze kent ook verspreiding in Zweden, Groot-Brittannië, Ierland, Algerije en China. In Nederland en België zal men ze in de vrije natuur zelden of nooit aantreffen.
De plant wordt ongeveer 50 à 80 cm hoog en heeft afhangende bloembladeren. De bloemen komen pas uit in de zomer (juli tot augustus), waarbij ze veel vlinders en bijen aantrekt. De plant houdt van veel zon. De bloemkern is koepelvormig en bij uitbloei vormen deze de zaden. De gele zonnehoed vormt wortelstokken.
De bladeren liggen in een rozet rond de stengel. Ze zijn langwerpig en variëren van smal tot breed.